# デュアル・フォース
デュアル・フォース（Dual Force、生年月日非公表）は、日本の男性プロレスラー（覆面レスラー）である。身長167センチメートル、77キログラム。2010年にRONIN（ロウニン）としてデビューし、2013年より現行に改名・キャラクターチェンジした。RONIN時代は国籍・生年月日・血液型・体型など、その素性は一切公表されていなかったが、デュアル・フォース変身後に国籍と体格は公表された。メキシコのプロレス団体であるAAAに所属。

## 略歴

### RONIN
2010年、メキシコ・AAAの所属選手として、正体不明の謎の覆面レスラー・RONINのキャラクターでデビュー。国籍・生年月日・血液型・体型など、その素性は一切は明かされていなかった。
同年、プロレスリング・ノアに参戦したAAA所属の日本人レスラー・SUGIの対戦相手としてAAAが送り込んだ。
SUGIに対して凄まじいほどの怨念を持っているとされ、浪人をモチーフにし、全身黒ずくめで、黒い般若のオーバーマスクを被って入場することもある。言葉もほとんど話さない。映画『RONIN』の影響もあるとも思われる。
同年12月24日、ノア東京都ディファ有明大会でのSUGI&宮原健斗&梶原慧戦で日本マット・デビュー（パートナーはリッキー・マルビン&石森太二）。13分56秒、SUGIのスワンダイブ式ウラカン・ラナからのエビ固めで敗北した。
その後、2011年1月に再びSUGIを追って参戦した。
また、同年にはフランスへの遠征も行っている。
2012年3月になると、SUGIが全日本プロレスへ参戦。これを追ってRONINも全日本へ参戦した。

### デュアル・フォース
2013年7月よりデュアル・フォースという新キャラクターに変身。これまで一切の素性が明かされていなかったが、「和製ルチャドール」であることや、身長と体重など一部の情報が公表された。光と影を意味する左右非対称のデザインのマスクを被っており、かつてのRONINの面影とデュアル・フォースとしての新たなスタイルを意味している。リングネームのデュアル・フォース（Dual Force）も「二つの力」という意味で、同様の意味合い示している。
同月の日テレG+杯争奪ジュニアヘビー級タッグ・リーグ戦にペサディーヤとタッグチームを結成して参加。

## 得意技
スパイラル・ツイスター
錐揉み式のセントーン
450（フォーフィフティー）トルク・ボム
シューティング・スター・プレス式のセントーン

## 入場テーマ曲
- HONNOJI - RONIN時代